# Palazzo Orsini (Galatina)
Palazzo Orsini è un edificio situato nella città di Galatina.
La sua prima edificazione si colloca nella grande opera voluta da Raimondello del Balzo Orsini alla fine del XIV secolo.
Annesso alla chiesa e al convento di Santa Caterina d'Alessandria, il palazzo aveva la funzione di ospedale destinato ad accogliere infermi, poveri e pellegrini. Con la Bolla del 1384, il pontefice Urbano VI autorizzava la fondazione dell'intero complesso. I lavori di costruzione si protrassero tra il 1384 e il 1391, data entro cui presumibilmente l'ospedale deveva essere completato. L'importanza dell'antico ospedale è confermata sia dalle numerose donazioni, sia dal costante interessamento di sovrani e pontefici. L'istituzione fu affidata in un primo momento ai frati Minori Osservanti della Vicaria di Bosnia e successivamente, nel 1494, all'amministrazione dei monaci Olivetani che la gestirono fino al 1807. Il re Alfonso II d'Aragona riconfermava nel diploma del 1494 tutti i privilegi e i possedimenti dell'ospedale tra cui i feudi. La gestione dell'ospedale fu a lungo segnata da controversie tra gli Olivetani, l'Universitas e i Frati Minori rimasti a custodia della chiesa e del convento. Le vicende dell'ospedale si protrassero fino all'inizio del XIX secolo, quando fu trasferito nel soppresso convento dei Carmelitani.

## Architettura
L'edificio si presenta oggi come il risultato di diversi rifacimenti dettati nel corso dei secoli delle mutate esigenze estetiche e dalle diverse destinazioni d'uso. Un radicale intervento spetta all'abate olivetano Pietro Maria Frisari che nella seconda metà del XVIII secolo commissionò la realizzazione di un nuovo prospetto.
L'attuale facciata, probabilmente rimaneggiata nel XIX secolo, presenta una sobria impostazione scandita orizzontalmente in due ordini da una trabeazione continua il cui andamento viene riproposto nella cornice di coronamento. Nell'ordine inferiore si aprono due portali monumentali inquadrati da paraste decorate con volute e affiancate da bugne lisce e nella parte centrale altri due ingressi sormontati da cornici curvilinee. Al piano superiore, in asse con gli accessi, si aprono, su balconate sorrette da mensole, coppie di porte finestre con timpano semicircolare.
Nella parte alta del prospetto è visibile un altorilievo lapideo di grande interesse perché pertinente alla fase tardomedievale dell'edificio. Di tono cavalleresco, esso mostra un cavaliere sul suo destriero in atto di atterrare un personaggio con l'armatura. Per la presenza dello stemma aragonese sulla sinistra e la ruota del martirio di Santa Caterina d'Alessandria sulla destra, viene tradizionalmente interpretato come Alfonso II d'Aragona vittorioso sugli Orsini.
Superato il portale principale, si affaccia su un piccolo cortile l'elegante accesso al primo piano. Inquadrato da due colonne, esso presenta una trabeazione fortemente aggettante che accoglie nel mezzo lo stemma degli Olivetani. In asse si colloca una finestra rettangolare con timpano semicircolare decorato con motivi a dentelli e festoni floreali sugli stipiti.